# Бож-Катун (Клуж)
Бож-Катун (рум. Boj-Cătun) насеље је у Румунији у округу Клуж у општини Кожокна. Oпштина се налази на надморској висини од 380 m.

## Становништво
Према подацима из 2002. године у насељу је живело 114 становника, од којих су сви румунске националности.